# Gonospermum
Gonospermum é um género botânico pertencente à família Asteraceae.